# José María Guelbenzu
José María Guelbenzu Fernández (Madrid, 14 de abril de 1944 - Madrid, 18 de julio de 2025), que firmaba también J. M. Guelbenzu, fue un escritor y crítico literario español. Su producción literaria alterna la búsqueda de nuevas maneras de narrar (La mirada, La cabeza del durmiente o Los poderosos lo quieren todo) con la ficción policíaca, género en el que ha creado una saga protagonizada por la jueza de instrucción Mariana de Marco.  

## Biografía
El bachillerato lo hizo en el Colegio Areneros de la Compañía de Jesús; después estudió en el Instituto Católico de Administración y Dirección de Empresas y en la Facultad de Derecho de la Universidad Complutense de Madrid, que abandonó en 1964 para dedicarse a la literatura.
Sus publicaciones más tempranas vieron la luz en las revistas Signos (donde colaboraba con críticas cinematográficas) y Cuadernos Hispanoamericanos (donde dio a conocer sus poesías).
Precisamente, es un poemario su primer libro publicado, aunque desde entonces ha desarrollado su carrera literaria principalmente como novelista. En 1967 fue finalista del Premio Biblioteca Breve con El Mercurio, su primera novela. 
Trabajó en la revista Cuadernos para el Diálogo, además de colaborar en diversos periódicos y en numerosas revistas literarias. Fue codirector del Cine-Club Imagen de Madrid, director editorial de Taurus (1977-88) y Alfaguara (1982-88). En 1988 pasa a dedicarse en exclusiva a la literatura. Es colaborador habitual de las secciones de Opinión y Cultura de El País y crítico del suplemento cultural de ese mismo diario Babelia.
En 2001 publicó su primera novela policiaca, No acosen al asesino, con la jueza Mariana de Marco como protagonista. Guelbenzu quisiera escribir 10 libros con la jueza.
Su esposa fue la editora Ana Rosa Semprún, directora general de Espasa Calpe.

## Obra

### Poesía
- Espectros, la casa antigua (El Bardo, 1967).

### Relato
- «Hogar eventual» (1967), en Cuadernos Hispanoamericanos,[3] n. 209 (1967).
- «La donna de otoño» (1967), en Cuadernos Hispanoamericanos,[3] n. 209 (1967).
- «La mosca de Funchal» (1992), en Una Infancia de Escritor[4] (1997).
- «Recuerdo una vez en Argüelles» (1997), en El Urogallo: Revista literaria y cultural,[5] n. 74-75 (1992).

### Novela
- El mercurio (Seix Barral, 1968).
- Antifaz (Seix Barral, 1970).
- El pasajero de ultramar (Galba, 1976).
- La noche en casa (Alianza, 1977).
- El río de la luna (Alianza, 1981).
- El esperado (Alianza, 1984).
- La mirada (Alianza, 1987).
- La tierra prometida (Plaza & Janés, 1991).
- El sentimiento (Alianza, 1995).
- Un peso en el mundo (Alfaguara, 1999).
- La cabeza del durmiente (Siruela, 2003).
- Esta pared de hielo (Alfaguara, 2005).
- El amor verdadero (Siruela, 2010).
- Mentiras aceptadas (Siruela, 2013).
- Los poderosos lo quieren todo (Siruela, 2016).
- En la cama con el hombre inapropiado (Siruela, 2020).
- Mediodía en el tiempo (Siruela, 2023).
- Una gota de afecto (Siruela, 2025).

#### Serie Mariana de Marco
- No acosen al asesino (Alfaguara, 2001).
- La muerte viene de lejos (Alfaguara, 2004).
- El cadáver arrepentido (Alfaguara, 2007).
- Un asesinato piadoso (Alfaguara, 2008).
- El hermano pequeño (Destino, 2011).
- Muerte en primera clase (Destino, 2011).
- Nunca ayudes a una extraña (Destino, 2014).
- El asesino desconsolado (Destino, 2017).
- O calle para siempre (Destino, 2019).
- Asesinato en el Jardín Botánico (Destino, 2022).

## Premios
- Finalista del Premio Biblioteca Breve 1967, de Seix Barral, con El mercurio.
- Premio de la Crítica Española 1981 por El río de la luna.
- Premio Internacional de Novela Plaza & Janés 1991 por La tierra prometida.
- Premio Periodístico sobre Lectura 2007, de la Fundación Germán Sánchez Ruipérez, por su artículo Hubo una vez una novela, publicado en el suplemento Arte & Letras del Heraldo de Aragón, el 15 de marzo de 2007.[6]
- Premio Torrente Ballester 2010 por El hermano pequeño.
- Premio de la Crítica de Madrid 2016 por Los poderosos lo quieren todo.
- Premio del Observatorio d’Achtall por el conjunto de su obra literaria.